# Petr Čermák
Petr Čermák (24 de diciembre de 1942) es un deportista checoslovaco que compitió en remo. Participó en dos Juegos Olímpicos de Verano en los años 1964 y 1968, obteniendo una medalla de bronce en Tokio 1964 en la prueba de ocho con timonel.

## Palmarés internacional
| Juegos Olímpicos | Juegos Olímpicos | Juegos Olímpicos  | Juegos Olímpicos |
| Año              | Lugar            | Medalla           | Prueba           |
| ---------------- | ---------------- | ----------------- | ---------------- |
| 1964             | Tokio (Japón)    | Medalla de bronce | Ocho con timonel |